# Etiópia nos Jogos Olímpicos de Verão de 1964
A Etiópia participou dos Jogos Olímpicos de Verão de 1964 em Tóquio, Japão.  Abebe Bikila tornou-se bicampeão olímpico na Maratona.

## Medalhistas

### Ouro
- Abebe Bikila — Atletismo, Maratona masculina

## Resultados por Evento

### Ciclismo
Estrada individual masculino
- Solomon Ambaye — não terminou (→ sem classificação)
- Yemane Negassi — não terminou (→ sem classificação)
- Fisihasion Guebreyesus — não terminou (→ sem classificação)
- Mikael Salimbeni — não terminou (→ sem classificação)